# Paul Temple und der Fall McRoy
Paul Temple und der Fall McRoy ist ein einteiliges Hörspiel aus der Paul-Temple-Reihe von Francis Durbridge und das zweite einer neuen Serie, die der Pidax Film- und Hörspielverlag durch HNYWOOD herstellen ließ. Das Hörspiel erscheint am 1. Juli 2022. Die gesamte Spieldauer beträgt ca. 70 Minuten.

## Handlung
Paul Temple und Steve haben ein paar erholsame Tage in Italien verbracht. Sie befinden sich gerade auf der Weiterreise in die Schweiz, als sie auf dem Mailänder Bahnhof zufällig den Ex-Ermittler Harry McRoy treffen. Gemeinsam tritt man die Weiterfahrt an. Im Zug erzählt Harry von einem rätselhaften Auftrag und bittet Paul, einen Koffer mit geheimnisvollem Inhalt an Sir Graham Forbes zu überbringen, wenn ihm etwas zustoßen sollte. Ehe man Basel erreicht, überschlagen sich die Ereignisse und es gibt Tote. Im weiteren Verlauf spielen eine geheimnisvolle Brosche und Aufnahmen eines Boots namens „Corina“ eine wichtige Rolle.

## Produktionsstab
- Übersetzung und Beratung: Georg Pagitz
- Dramaturgie und Dialoge: Andreas Kröneck
- Sounddesign: Antonio Fernandes Lopes, Markus Lange
- Schnitt: Pascal Höpfl
- Titelmusik: Antonio Fernandes Lopes
- Organisation: Christina Lopes
- Artwork: Timo Schröder
- Produzent: Edgar Maurer

## Veröffentlichungen
Paul Temple und der Fall McRoy ist bei Pidax auf CD erschienen (GTIN/EAN 4260696730629). Außerdem wird er bei allen gängigen Streamingplattformen zu hören sein. Der Originaltext von Francis Durbridge ist 2022 in Buchform in dem Buch Zwei Fälle für Paul Temple bei Williams and Whiting erschienen. Dieses Buch enthält auch zahlreiche Hintergrundinfos über die deutsche Hörspielproduktion sowie exemplarische Auszüge aus dem Hörspielbuch samt dramaturgischer Änderungen.